# 맑은교통
맑은교통은 경기도 파주시 아동로 87에 있는 마을버스 회사이다.

## 연혁
- 2019년 3월: 회사 설립[1]

## 노선
- ● 085번: 금촌농협(금촌역) - 산내마을 - 야당역

## 보유 차량
- 한신자동차: 한신 바네스
- 중통버스: 중통 아데오나 EV
- 현대상용차: 현대 일렉시티